# Jacinto García Riesco
Jacinto García Riesco (28. srpna 1894, Clavillas – 20. července 1936, Madrid) byl španělský římskokatolický řeholník, dominikán a mučedník. Katolická církev ho uctívá jako blahoslaveného.

## Život
Narodil se 28. srpna 1936 ve farnosti Clavillas v Asturii.
Vstoupil do dominikánského kláštera v Courias, kde roku 1921 složil své věčné sliby. Roku 1923 odešel na misii do provincie Urumbamba a Madre de Dios v Peru. Působil ve městech Quillabamba, Puerto Maldonado, Patiacolla a ve svatyně svaté Růženy v Limě. Byl velmi dobrým misionářem, ale kvůli nemoci se musel vrátit do Španělska.
Roku 1933 odešel do Salamancy a později byl přidělen do kláštera Atocha v Madridu. Pracoval zde na vrátnici a v kuchyni, a také se staral o chudé.
Dne 20. července 1936 byl klášter napaden a vypálen. Milicionáři rozněcovali masy proti řeholníkům, kteří byli při odchodu uráženi a vyhrožovali jim smrtí. Při procházení ulicí Granada byl Jacinto zavražděn.

## Proces blahořečení
Roku 1961 byl arcidiecézi Madrid zahájen jeho proces blahořečení. Byl zařazen do skupiny 42 mučedníků Dominikánů a Marianistů.
Dne 26. června 2006 uznal papež Benedikt XVI. jejich mučednictví. Blahořečeni byli 28. října 2007.